# Beaulieu-sur-Layon
Pour les articles homonymes, voir Beaulieu et Layon.
Beaulieu-sur-Layon est une commune française située dans le département de Maine-et-Loire, en région Pays de la Loire.
La commune se situe dans l'appellation viticole du Coteaux-du-Layon (AOC).

## Géographie

### Localisation
Commune angevine des coteaux du Layon, Beaulieu-sur-Layon se situe au nord de Chemillé en Anjou, sur les routes D 54 (Rochefort-sur-Loire et Val-du-Layon) et D 55 (Bellevigne-en-Layon), à proximité de l'autoroute A87, à 18 km au sud d'Angers et à 35 km au nord-est de Cholet.
Son territoire est bordé au Sud par le Layon.
La commune se situe sur les unités paysagères des plateaux de l'Aubance et du couloir du Layon.

### Communes limitrophes
Beaulieu-sur-Layon est limitrophe avec six communes que sont Rochefort-sur-Loire au nord-ouest, Denée au nord, Mozé-sur-Louet au nord-est, Bellevigne-en-Layon à l'est et au sud-est, Chemillé-en-Anjou au sud et Val-du-Layon à l'ouest et au sud-ouest.

### Climat
Le climat qui caractérise la commune est qualifié, en 2010, de « climat océanique altéré », selon la typologie des climats de la France qui compte alors huit grands types de climats en métropole. En 2020, la commune ressort du même type de climat dans la classification établie par Météo-France, qui ne compte désormais, en première approche, que cinq grands types de climats en métropole. Il s’agit d’une zone de transition entre le climat océanique, le climat de montagne et le climat semi-continental. Les écarts de température entre hiver et été augmentent avec l'éloignement de la mer. La pluviométrie est plus faible qu'en bord de mer, sauf aux abords des reliefs.
Les paramètres climatiques qui ont permis d’établir la typologie de 2010 comportent six variables pour les températures et huit pour les précipitations, dont les valeurs correspondent à la normale 1971-2000. Les sept principales variables caractérisant la commune sont présentées dans l'encadré ci-après.
| Paramètres climatiques communaux sur la période 1971-2000 - Moyenne annuelle de température : 11,7 °C - Nombre de jours avec une température inférieure à −5 °C : 1,6 j - Nombre de jours avec une température supérieure à 30 °C : 4,5 j - Amplitude thermique annuelle : 14,5 °C - Cumuls annuels de précipitation : 659 mm - Nombre de jours de précipitation en janvier : 11,6 j - Nombre de jours de précipitation en juillet : 6,2 j |

Avec le changement climatique, ces variables ont évolué. Une étude réalisée en 2014 par la Direction générale de l'Énergie et du Climat complétée par des études régionales prévoit en effet que la  température moyenne devrait croître et la pluviométrie moyenne baisser, avec toutefois de fortes variations régionales. La station météorologique de Météo-France installée sur la commune et mise en service en 1988 permet de connaître en continu l'évolution des indicateurs météorologiques. Le tableau détaillé pour la période 1981-2010 est présenté ci-après.
| Mois                                  | jan.           | fév.           | mars         | avril         | mai           | juin          | jui.          | août         | sep.          | oct.          | nov.          | déc.           | année     |
| ------------------------------------- | -------------- | -------------- | ------------ | ------------- | ------------- | ------------- | ------------- | ------------ | ------------- | ------------- | ------------- | -------------- | --------- |
| Température minimale moyenne (°C)     | 2,7            | 2,7            | 4,3          | 5,8           | 9,7           | 12,2          | 13,9          | 14           | 11,1          | 8,9           | 5             | 2,7            | 7,8       |
| Température moyenne (°C)              | 5,8            | 6,6            | 9,1          | 11,1          | 15,3          | 18,2          | 20,2          | 20,3         | 16,9          | 13,4          | 8,6           | 5,7            | 12,6      |
| Température maximale moyenne (°C)     | 8,8            | 10,5           | 13,8         | 16,4          | 21            | 24,3          | 26,4          | 26,6         | 22,8          | 17,9          | 12,2          | 8,7            | 17,5      |
| Record de froid (°C) date du record   | −12 02.01.1997 | −10,5 12.02.12 | −10 01.03.05 | −3,6 07.04.08 | 0,4 14.05.10  | 4 01.06.11    | 6,5 12.07.00  | 6,4 21.08.14 | 2,4 26.09.10  | −3 30.10.1997 | −7 21.11.1993 | −10 29.12.1996 | −12 1997  |
| Record de chaleur (°C) date du record | 16,5 25.01.16  | 21,2 27.02.19  | 25 30.03.21  | 29,6 20.04.18 | 33,1 26.05.17 | 39,9 29.06.19 | 42,7 18.07.22 | 40 07.08.20  | 37,1 14.09.20 | 31,5 03.10.11 | 23 07.11.15   | 19 07.12.00    | 42,7 2022 |
| Précipitations (mm)                   | 62,2           | 47,2           | 45,7         | 49,1          | 50,3          | 36            | 40,8          | 39,1         | 49,7          | 66,4          | 59,1          | 64,1           | 609,7     |

## Urbanisme

### Typologie
Au 1er janvier 2024, Beaulieu-sur-Layon est catégorisée bourg rural, selon la nouvelle grille communale de densité à sept niveaux définie par l'Insee en 2022.
Elle est située hors unité urbaine. Par ailleurs la commune fait partie de l'aire d'attraction d'Angers, dont elle est une commune de la couronne,. Cette aire, qui regroupe 81 communes, est catégorisée dans les aires de 200 000 à moins de 700 000 habitants,.

### Occupation des sols
L'occupation des sols de la commune, telle qu'elle ressort de la base de données européenne d’occupation biophysique des sols Corine Land Cover (CLC), est marquée par l'importance des territoires agricoles (73,3 % en 2018), en diminution par rapport à 1990 (77,9 %). La répartition détaillée en 2018 est la suivante : 
cultures permanentes (37,7 %), zones agricoles hétérogènes (19,6 %), forêts (16 %), prairies (12,5 %), zones urbanisées (6,3 %), terres arables (3,6 %), zones industrielles ou commerciales et réseaux de communication (2,3 %), mines, décharges et chantiers (2 %). L'évolution de l’occupation des sols de la commune et de ses infrastructures peut être observée sur les différentes représentations cartographiques du territoire : la carte de Cassini (XVIIIe siècle), la carte d'état-major (1820-1866) et les cartes ou photos aériennes de l'IGN pour la période actuelle (1950 à aujourd'hui).

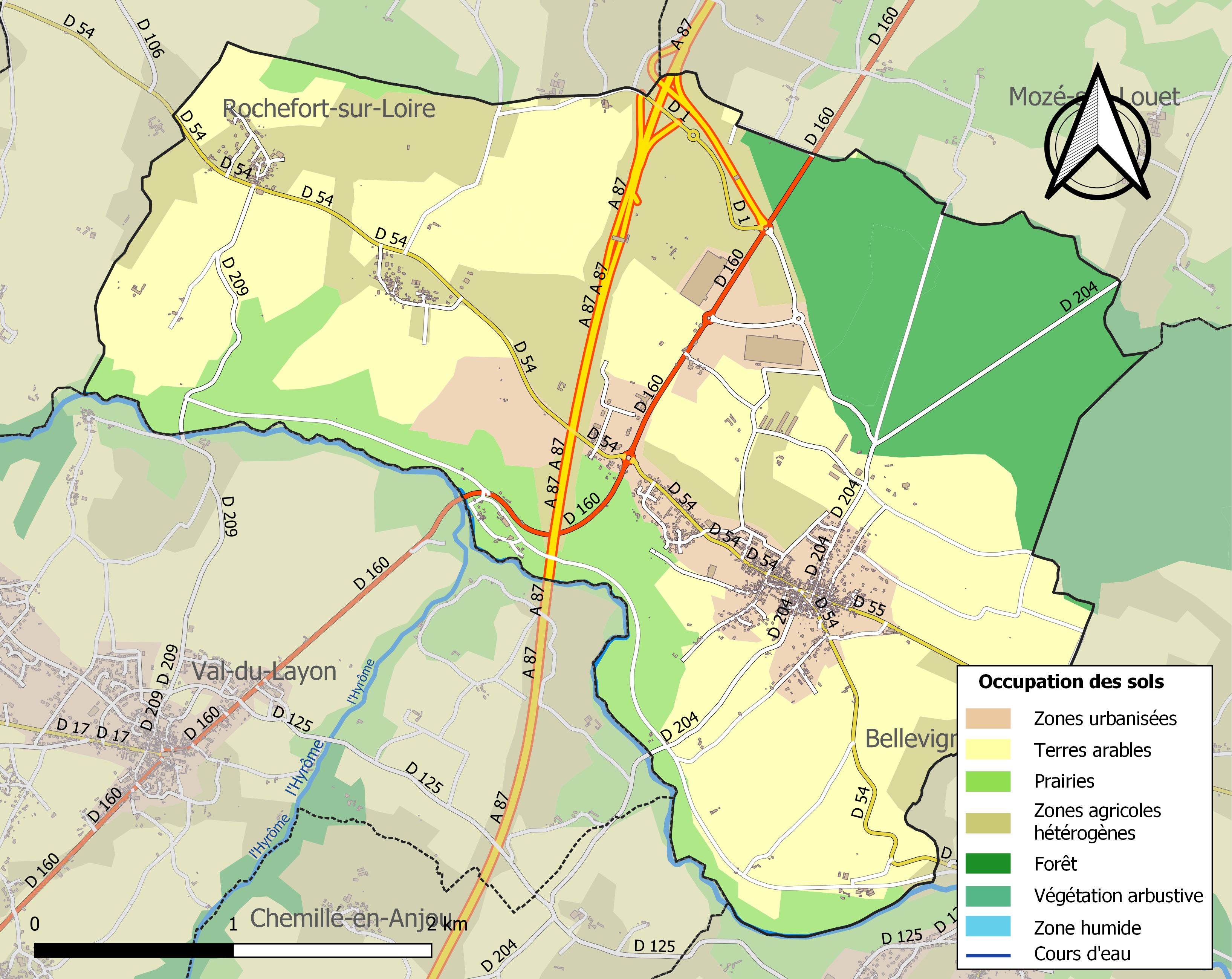
Carte des infrastructures et de l'occupation des sols de la commune en 2018 (CLC).

## Toponymie
Formes anciennes du nom : Bellum locum au XVe siècle, Beaulieu en 1793 et 1801, Beaulieu-sur-Layon en 1920. Le nom provient du latin bellus locus, traduit en beau lieu c'est-à-dire bel endroit, beau site.
Les Beaulieu sont très nombreux en France : Beaulieu (Ardèche), Beaulieu (Cantal), Beaulieu (Côte-d'Or), Beaulieu (Hérault), Beaulieu (Indre), Beaulieu (Isère), Beaulieu (Haute-Loire), Beaulieu (Nièvre), Beaulieu (Orne), Beaulieu (Puy-de-Dôme). Certaines communes ont adjoint, pour se différencier, un mot indiquant leur situation: Beaulieu-sur-Layon, Beaulieu-sur-Mer, Beaulieu-sur-Loire, Beaulieu-sur-Dordogne, Beaulieu-sous-la-Roche, Beaulieu-les-Fontaines, Beaulieu-sur-Sonnette, Beaulieu-sur-Oudon, Beaulieu-en-Argonne, Beaulieu-lès-Loches, Beaulieu-sous-Parthenay. Les gentilés de ses habitants sont variés : Beaulieusard, Beaulieurois, Bellilocien, Bellieurain, Bellilocois, Belliloquois, Belliloqueteux, Belliquière, Berlugan, Beloudonien.

## Histoire
Pendant la Première Guerre mondiale, 34 habitants perdent la vie. Lors de la Seconde Guerre mondiale, 3 habitants sont tués.

## Politique et administration

### Administration municipale
| Période                                  | Période                       | Identité                        | Étiquette | Qualité               |
| ---------------------------------------- | ----------------------------- | ------------------------------- | --------- | --------------------- |
| 20 juillet 1796                          |                               | Pierre-Charles Joubert-Paulmier |           |                       |
| 20 mai 1816                              |                               | Deschamps                       |           |                       |
| 25 juin 1816                             |                               | Mathurin Martin                 |           |                       |
| 31 août 1830                             |                               | Joubert-Paulmier                |           |                       |
| 24 août 1840                             | (décès)                       | Jacques-Charles Joubert         |           |                       |
| 28 septembre 1840                        |                               | Pierre-Charles Deschamps        |           |                       |
| 1848                                     |                               | Henri Mégraux                   |           |                       |
| 1849                                     |                               | René Pinault                    |           |                       |
| 1865                                     |                               | Pierre-Jean Deschamps           |           |                       |
| 1884                                     |                               | François Courtin                |           |                       |
| 1892                                     |                               | Poineau-Pinault                 |           |                       |
| 1900                                     |                               | Adolphe Ploquin                 |           |                       |
| 1904                                     |                               | Ploquin-Dailleux                |           |                       |
| 1908                                     |                               | Adolphe Ploquin                 |           |                       |
| 1935                                     |                               | Joseph Donneau                  |           |                       |
| 1945                                     |                               | Victor Renou                    |           |                       |
| 1947                                     |                               | Henri Ribière                   |           |                       |
| mars 1983                                | mars 2001                     | Antoine Berthelot               |           | retraité              |
| mars 2001                                | mars 2014                     | Marc Silvestre                  |           | directeur travaux BTP |
| mars 2014                                | mai 2020                      | Paul Tresmontan                 |           | directeur financier   |
| mai 2020                                 | avril 2021 (élection annulée) | Didier Petit                    |           |                       |
| 12 avril 2021                            | mars 2022                     | Paul Tresmontan,                |           |                       |
| 12 mars 2022                             | En cours (au 15 mars 2022)    | Martine Chauvin                 |           |                       |
| Les données manquantes sont à compléter. |                               |                                 |           |                       |

Après les résultats des municipales 2020, un recours est porté auprès du tribunal administratif de Nantes, qui décide le 9 juillet, d'inverser le résultat des élections à la suite de 14 bulletins controversés. La liste adverse fait ensuite appel de la décision devant le Conseil d'État. La cour valide en mars de l'année suivante la décision du tribunal administratif,,. Un nouveau conseil municipal est mis en place en avril 2021. L'année suivante, à la suite de démissions successives, de nouvelles élections municipales sont organisées en mars 2022.

### Intercommunalité
La commune est membre de la communauté de communes Loire Layon Aubance, après disparition de la communauté de communes des Coteaux du Layon, elle-même membre du syndicat mixte Pays de Loire en Layon.

### Autres circonscriptions
Jusqu'en 2014, la commune fait partie du canton de Thouarcé et de l'arrondissement d'Angers. Le canton de Thouarcé compte alors dix-sept communes. Dans le cadre de la réforme territoriale, un nouveau découpage territorial pour le département de Maine-et-Loire est défini par le décret du 26 février 2014. Le canton de Thouarcé disparaît et la commune de Beaulieu-sur-Layon est rattachée au canton de Chemillé-Melay, avec une entrée en vigueur au renouvellement des assemblées départementales de 2015.

## Population et société

### Démographie

#### Évolution démographique
L'évolution du nombre d'habitants est connue à travers les recensements de la population effectués dans la commune depuis 1793. Pour les communes de moins de 10 000 habitants, une enquête de recensement portant sur toute la population est réalisée tous les cinq ans, les populations de référence des années intermédiaires étant quant à elles estimées par interpolation ou extrapolation. Pour la commune, le premier recensement exhaustif entrant dans le cadre du nouveau dispositif a été réalisé en 2008.

En 2022, la commune comptait 1 346 habitants, en évolution de −4,74 % par rapport à 2016 (Maine-et-Loire : +2,12 %, France hors Mayotte : +2,11 %).
| 1793  | 1800  | 1806 | 1821 | 1831  | 1836  | 1841 | 1846  | 1851  |
| ----- | ----- | ---- | ---- | ----- | ----- | ---- | ----- | ----- |
| 1 005 | 1 009 | 777  | 965  | 1 008 | 1 018 | 996  | 1 068 | 1 168 |

| 1856  | 1861  | 1866  | 1872  | 1876  | 1881  | 1886  | 1891  | 1896  |
| ----- | ----- | ----- | ----- | ----- | ----- | ----- | ----- | ----- |
| 1 185 | 1 134 | 1 226 | 1 188 | 1 200 | 1 123 | 1 095 | 1 029 | 1 006 |

| 1901  | 1906 | 1911 | 1921 | 1926 | 1931 | 1936 | 1946 | 1954 |
| ----- | ---- | ---- | ---- | ---- | ---- | ---- | ---- | ---- |
| 1 018 | 978  | 959  | 854  | 891  | 917  | 932  | 977  | 990  |

| 1962  | 1968 | 1975 | 1982 | 1990 | 1999  | 2006  | 2008  | 2013  |
| ----- | ---- | ---- | ---- | ---- | ----- | ----- | ----- | ----- |
| 1 025 | 948  | 944  | 995  | 981  | 1 069 | 1 355 | 1 431 | 1 416 |

| 2018  | 2022  | - | - | - | - | - | - | - |
| ----- | ----- | - | - | - | - | - | - | - |
| 1 370 | 1 346 | - | - | - | - | - | - | - |

#### Pyramide des âges
La population de la commune est relativement jeune.
En 2018, le taux de personnes d'un âge inférieur à 30 ans s'élève à 34,9 %, soit en dessous de la moyenne départementale (37,2 %). À l'inverse, le taux de personnes d'âge supérieur à 60 ans est de 22,2 % la même année, alors qu'il est de 25,6 % au niveau départemental.
En 2018, la commune comptait 695 hommes pour 675 femmes, soit un taux de 50,73 % d'hommes, largement supérieur au taux départemental (48,63 %).
Les pyramides des âges de la commune et du département s'établissent comme suit.
| Hommes | Classe d’âge | Femmes |
| ------ | ------------ | ------ |
| 1,3    | 90 ou +      | 1,9    |
| 6,3    | 75-89 ans    | 10,4   |
| 12,2   | 60-74 ans    | 12,3   |
| 23,3   | 45-59 ans    | 21,6   |
| 19,3   | 30-44 ans    | 21,6   |
| 15,1   | 15-29 ans    | 12,9   |
| 22,4   | 0-14 ans     | 19,3   |

| Hommes | Classe d’âge | Femmes |
| ------ | ------------ | ------ |
| 0,9    | 90 ou +      | 2,1    |
| 7      | 75-89 ans    | 9,5    |
| 16,2   | 60-74 ans    | 16,9   |
| 19,4   | 45-59 ans    | 18,7   |
| 18,2   | 30-44 ans    | 17,5   |
| 18,8   | 15-29 ans    | 17,6   |
| 19,5   | 0-14 ans     | 17,6   |

## Économie
Sur 128 établissements présents sur la commune à fin 2010, 23 % relèvent du secteur de l'agriculture (pour une moyenne de 17 % sur le département), 4 % du secteur de l'industrie, 7 % du secteur de la construction, 48 % de celui du commerce et des services et 19 % du secteur de l'administration et de la santé. Cinq ans plus tard, en 2015, sur les 131 établissements présents, 16 % relèvent du secteur de l'agriculture (pour une moyenne de 11 % sur le département), 5 % du secteur de l'industrie, 11 % de celui de la construction, 53 % du secteur du commerce et des services et 15 % de celui de l'administration et de la santé.
La commune se situe dans l'aire d'appellation viticole du Coteaux-du-Layon (AOC). Vingt-sept communes du département, bordant la rivière du Layon, constituent l'aire géographique de l'appellation d'origine contrôlée Coteaux du Layon.

## Culture locale et patrimoine

### Lieux et monuments

#### Monuments inscrits
- Chapelle romane, du XIIe siècle (inscrit MH)[43] ;
- Hôtel Desmazières, des XVIIe et XVIIIe siècles (inscrit MH)[44] ;
- Logis de la Pinsonnière, du XVIIIe siècle (inscrit MH)[45].

#### Autres lieux et monuments
- Église Notre-Dame, du XIXe siècle ;
- Dolmen dit Pierre couverte de Montbenault ;
- Mairie, ancien prieuré du XVIIe siècle ;
- La maison Gouin ;
- La Réserve naturelle régionale des Coteaux du Pont-Barré se trouve sur le territoire de la commune.

### Personnalités liées à la commune
- Thomas-Marie-Gabriel Desmazières (1743-1818), né sur la commune, magistrat et ancien député de l'Anjou puis de Maine-et-Loire, maire par intérim d'Angers.
- Jean Perdriau (1746-1793), né sur la commune, capitaine de paroisse tué au début des guerres de Vendée.